# Дричин (платформа)
Дри́чин (бел. Дрычын) — остановочный пункт электропоездов в Пуховичском районе (Минская область, Беларусь).
Расположен в 49 километрах от Минска (станции Минск-Пассажирский) между остановочными пунктами Новое Село и Вендеж (юго-восточное направление железнодорожной линии). 
Примерное время в пути со всеми остановками от ст. Минск-Пассажирский — 1 ч. 4 мин.; от ст. Пуховичи — 11 мин.
Ближайшие населённые пункты — деревни Весёлое 2, Нивки, Новый Кут, Калиновка — расположены на расстоянии менее 1 км от платформы. Также вблизи остановочного пункта находятся несколько садоводческих товариществ.
Агрогородок Дричин (центр бывшего Дричинского сельсовета и один из крупнейших населённых пунктов нынешнего Дукорского сельсовета) расположен приблизительно в 2 км северо-западнее остановочного пункта.